# 科斯秋奇基
51°42′15″N 32°15′42″E / 51.70417°N 32.26167°E
科斯秋奇基（烏克蘭語：Костючки），是烏克蘭北部的村莊，隸屬切爾尼希夫州的科留基夫卡區。該村面積0.94平方公里，海拔高度142米，2001年人口136，人口密度每平方公里144.5人。